# Gorch Fock
Gorch Fock (Finkenwerder 1880 — Skagerrak 1916) és el nom de ploma de l'escriptor alemany que va néixer com Johann Wilhelm Kinau a Finkenwerder (Hamburg) el 22 d'agost del 1880. Altres obres va signar com Jakob Holst o Giorgio Focco. Va escriure en baix alemany i en alemany.

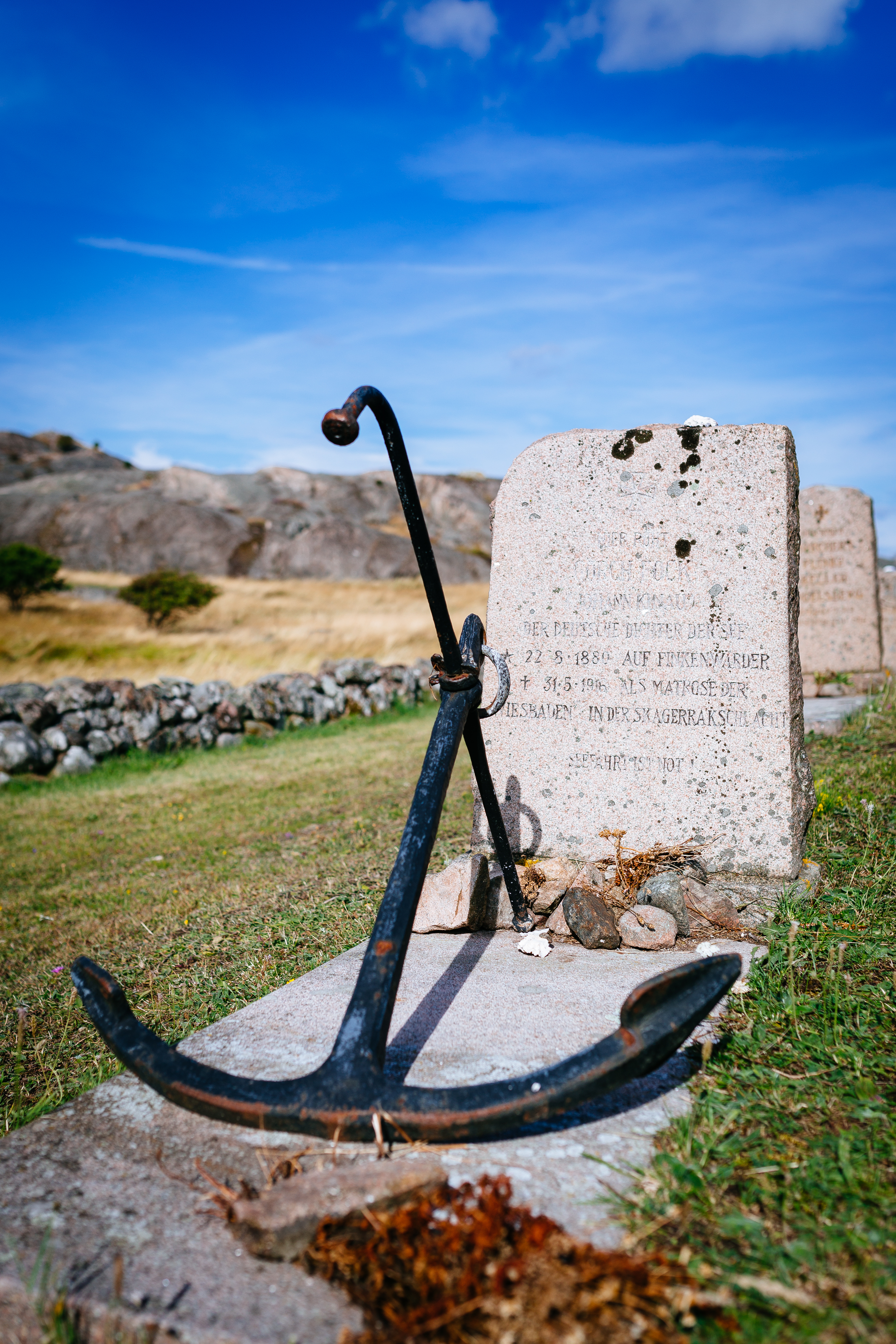
Sepulcre a Stensholmen

Era el primer dels sis fills del pescador d'alta mar Heinrich Wilhelm Kinau i Metta Holst. Els seus dos germans Jakob Kinau i Rudolf Kinau també eren escriptors en baix alemany. El 1916 va morir en la batalla naval de Jutlàndia durant la Primera Guerra Mundial al Skagerrak. Va ser sebollit a l'illa deshabitada de Stensholmen devant la ciutat de Fjällbacka a Suècia.
Dos vaixells escola de la marina alemany porten el seu nom, un construït el 1933 i un segon el 1958. La seva casa natal a Finkenwerder és un petit museu.
| «                                                       | (baix alemany) Hamborger Jung, goh in de Welt, Lehr ingelsch un verdeen di Geld, Seuk di de besten Happen ut un slog de annern op de Snut […] Spel jümmer leber Herr as Knecht: De Boos is, de het jümmer Recht | (català) Noi hamburgués, explora el món aprèn anglès i guanya calès Tria't els millors bocins i dona una tonyina als altres […] Prefereix sempre ser cap, no pas criat Oi que és el cap que sempre té raó? | » |
| — Gorch Fock, Hamborger Janmooten/Hamborger Jung (1913) | | |   |

Obra principal
- Seefahrt ist not! (1913), en alemany amb diàlegs en baix alemany, sobra la vida d'un pescador d'alta mar